# Phoebe rigida
Phoebe rigida är en lagerväxtart som beskrevs av Friedrich Anton Wilhelm Miquel. Phoebe rigida ingår i släktet Phoebe och familjen lagerväxter. Inga underarter finns listade i Catalogue of Life.